# Lectora
Lectora je vývojový nástroj pro elektronické vzdělávání (e-learning), také známý jako autorský software, vyvinutý společností Trivantis Corporation. Lectora se používá k vytvoření on-line školení, hodnocení a prezentací. Také se používá pro přeměnu prezentací aplikace Microsoft PowerPoint do e-learningového obsahu. 
Obsah vyvinutý pomocí Lectory může být použit pro řadu výstupů, jako je formát HTML, jednotlivé spustitelné soubory a CD-ROM. Obsah Lectory je kompatibilní s e-learningovými standardy, jako je SCORM (referenční model pro sdílení obsahových objektů) a AICC (komise pro počítačem řízený výcvik v leteckém průmyslu). Obsah vytvořený v Lectoře může také dodržovat tzv. normu přístupnosti pro handikepované (Section 508). Lectora také umožňuje uživatelům využít celou řadu multimediálních souborů, pomocí kterých lze vytvořit poutavější obsah. 

## Klíčové vlastnosti
Ke klíčovým vlastnostem autorského systému Lectora patří:
- Tvorba a publikování bez nutnosti programování – Lectora poskytuje jednoduché publikování do dynamických HTML, CD, samospustitelných souborů, SCORM a AICC vzdělávacích standardů bez nutnosti znalosti programování. Lectora zahrnuje interní redakční systém, který umožňuje snadné vytváření kurzů pro průměrného uživatele počítače.

- Pokročilé testování a zjišťování schopností – Lectora umožňuje uživatelům vytvářet testy a průzkumy pomocí jakékoli kombinace pravda / lež, výběrem z více možností, přiřazování, výběr oblasti obrázku, možnost jednoduše přetahovat, spouštět nebo kopírovat a vkládat texty, obrázky, animace, externí dokumenty a schémata na stránky (funkce drag-and-drop), eseje a krátké odpovědi.

## Historie
Lectora byla vyvinuta a vydána v roce 1999 společností Trivantis Corporation, kterou založil Timothy D. Loudermilk v Cincinnati v Ohiu. Dnes[kdy?] je produkt prodáván společnostem, akademickým institucím, vládním agenturám a neziskovým organizacím ve více než 60 zemích. 
V roce 2000 se stal Lectora AICC prvním certifikovaným autorským nástrojem na trhu. Tento úspěch dal Lectoře důvěryhodnost pro její přijetí v elearningovém průmyslu. 
Od roku 2000 vydává společnost Trivantis novou a aktualizovanou verzi Lectory na začátku každého roku, která obsahuje nejméně 50 nových funkcí. To se změnilo roku 2008, odkdy byly aktualizace vydávány v průběhu roku. 
Přestože Lectora byla vytvořena k tomu, aby neprogramátoři vyvíjeli elearningový obsah, poslední verze produktu je určena i pro pokročilé a zkušené uživatele.

## Verze
K verzím Lectora patří: 
- Lectora Professional Publishing Suite – obsahuje všechny vlastnosti a funkce, zahrnuté v Lectora Publisher a také obsahuje sadu nástrojů pro úpravy audia a videa.
- Lectora Publisher – Lectora Publisher je standardní verze Lectory.

Nadstavba produktu
- Lectora Integrator pro Microsoft PowerPoint okamžitě přetváří prezentace v PowerPointu přímo do Lectory, tedy uživatelé mohou prezentace převádět rovnou do elearningového obsahu.